# Drosera aberrans
Drosera aberrans är en sileshårsväxtart som först beskrevs av Allen Lowrie och Sherwin Carlquist, och fick sitt nu gällande namn av Allen Lowrie och John Godfrey Conran. Drosera aberrans ingår i släktet sileshår, och familjen sileshårsväxter. Inga underarter finns listade i Catalogue of Life.

## Bildgalleri

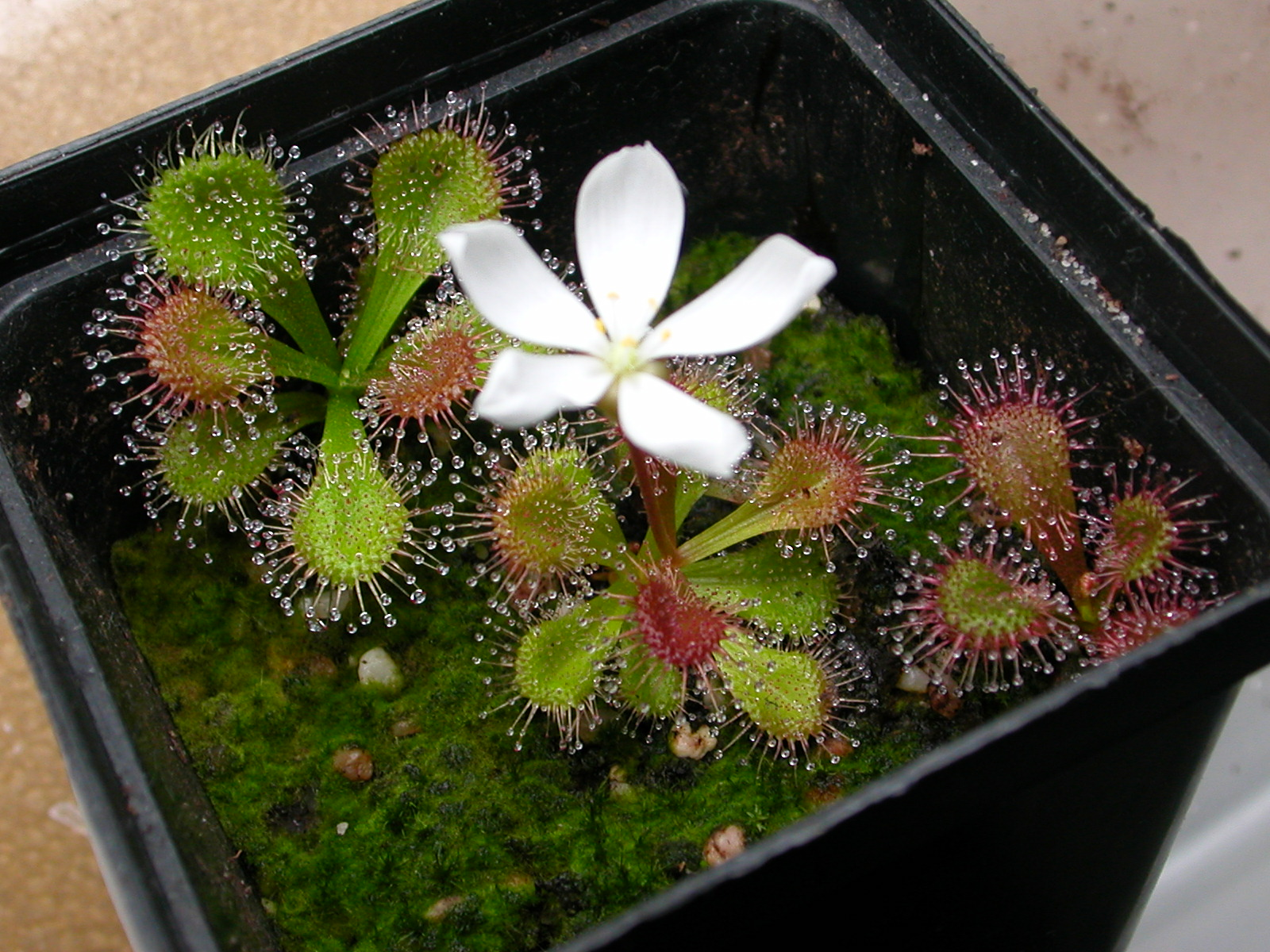
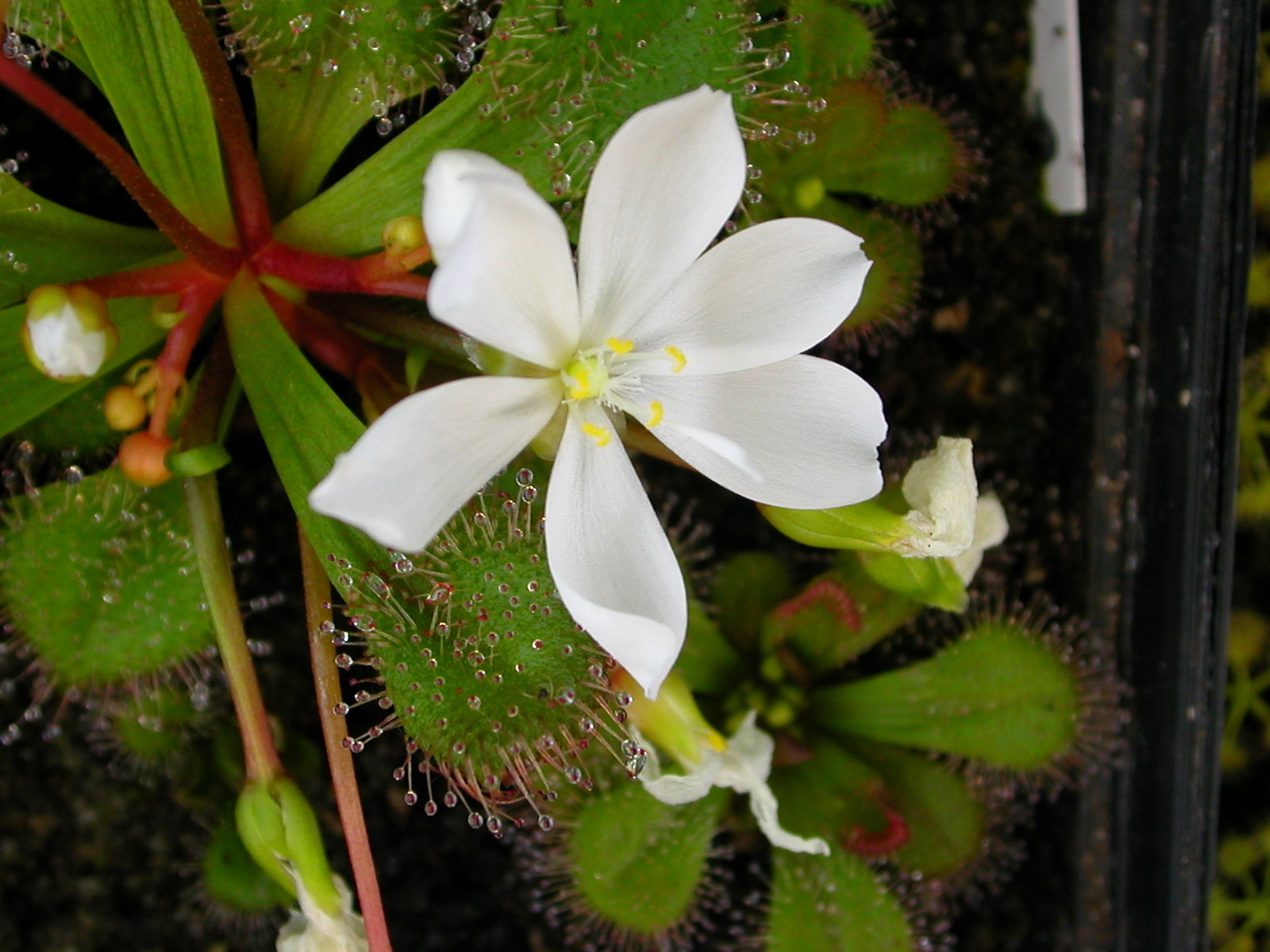
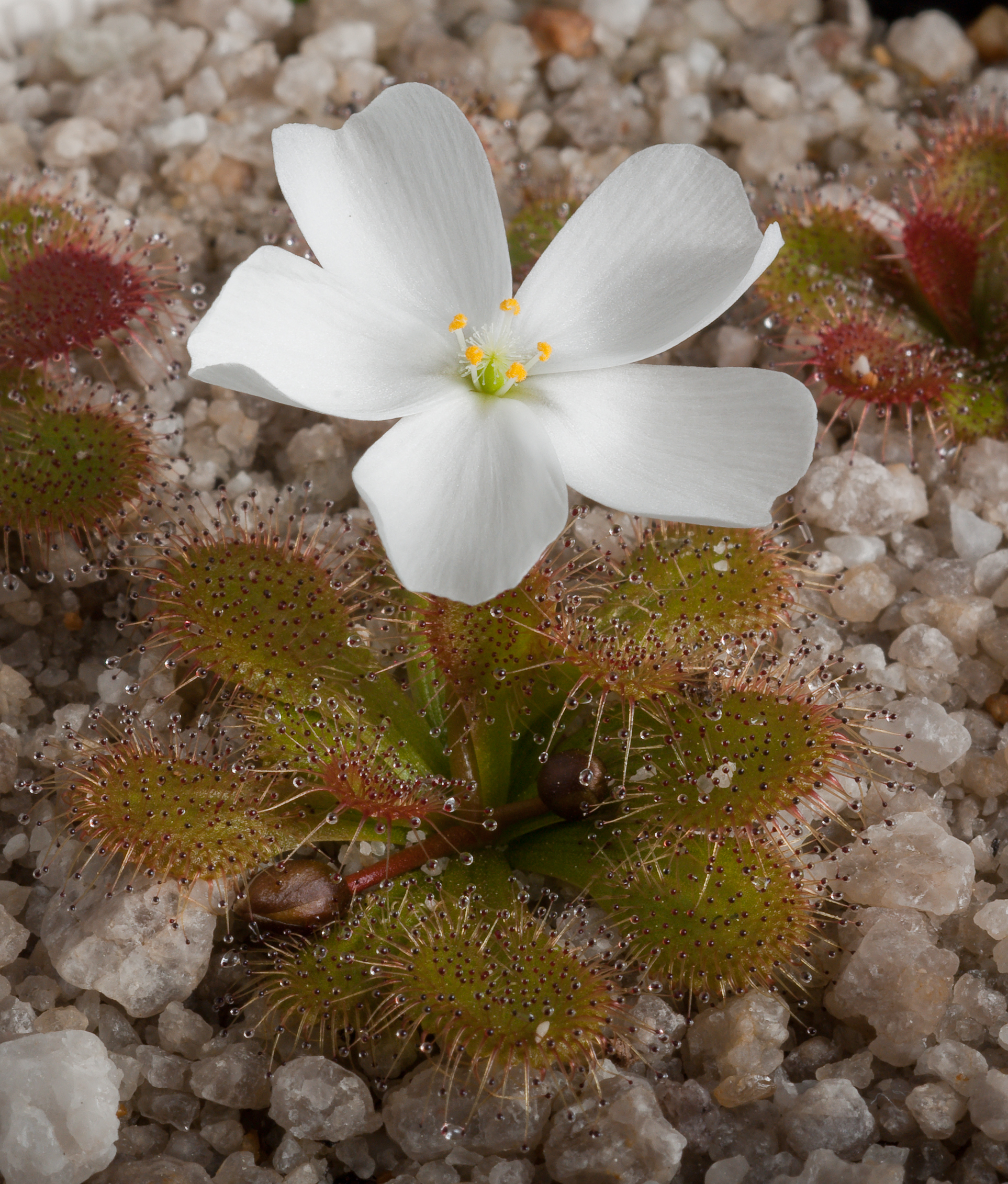